# A-Train (constel·lació de satèl·lits)

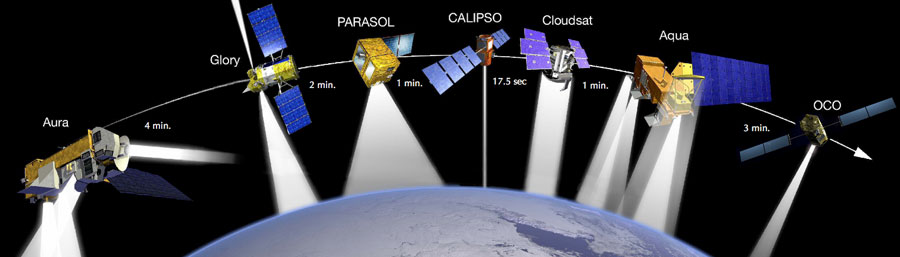
The A-Train consists of four satellites, with another two failed (Glory and OCO), and one no longer in the constellation (PARASOL).

El A-train — Afternoon Train (anglès) «tren de la tarda» (català) — és una constel·lació de quatre satèl·lits francesos i estatunidencs en òrbita heliosíncrona a una altitud de 690 quilòmetres sobre la Terra.
L'òrbita, a una  inclinació de 98,14°, creua l'equador cada dia al voltant de les 1:30 pm hora solar, donant el nom a la constel·lació, la "A" significa (Afternoon) "tarda"; i creua l'equador de nou en el costat nocturn de la Terra, al voltant de les 1:30 am.
Els satèl·lits estan espaiats uns quants minuts perquè les seves observacions col·lectives poden ser utilitzades per construir imatges tridimensionals i d'alta definició de l'atmosfera de la Terra i de la superfície terrestre.

## Satèl·lits de la constel·lació
El tren es compon actualment de quatre satèl·lits actius:
- Aqua, la nau principal en la formació, posada en marxa per NASA el 4 maig 2002
- CloudSat, un esforç cooperatiu entre la NASA i l'Agència Espacial Canadenca, que passa a 2 minuts i 30 segons darrere d'Aqua, llançat amb CALIPSO en 28 abril 2006
- CALIPSO, un esforç conjunt de CNES i la NASA, segueix CloudSat a no més de 15 segons, va posar en marxa el 28 abril 2006
- Aura, un satèl·lit multinacional, es queda Aqua per 15 minuts, creuant l'equador 8 minuts enrere a causa de la pista orbital diferent per permetre la sinergia amb Aqua, llançat per la NASA el 15 juliol 2004

El PARASOL (Polarization and Anisotropy of Reflectances for Atmospheric Sciences coupled with Observations from a Lidar'), posada en marxa pel CNES el 18 de desembre de 2004, es va traslladar a un altre (inferior) òrbita el 2 desembre 2009